# Aphis gypsophilae
Aphis gypsophilae är en insektsart. Aphis gypsophilae ingår i släktet Aphis och familjen långrörsbladlöss. Inga underarter finns listade i Catalogue of Life.